# Laklajärvi
Laklajärvi är en sjö i kommunen Lieksa i landskapet Norra Karelen i Finland. Sjön ligger 151,5 meter över havet. Den är 8 meter djup. Arean är 71 hektar och strandlinjen är 6,12 kilometer lång. Sjön  ingår i Vuoksens huvudavrinningsområde.   Den ligger omkring 110 kilometer norr om Joensuu och omkring 470 kilometer nordöst om Helsingfors. 